# АМН-590951
АМН-590951 — російський багатоцільовий бронеавтомобіль нового покоління.

## Історія
Вперше його показали публіці на російському військово-технічному форумі «Армія-2022» у серпні 2022 року. Таких новітніх автомобілів налічується всього 10 одиниць. Припускається, що всі вони використовуються у війні Росії в Україні. Три з них уже захопили бійці cил оборони України.

## Опис
Вважається однією з новинок в арсеналі російських збройних сил. Фактично є модернізованою версією представленого двома роками раніше бронеавтомобіля ВПК-59095С «ВПК-Урал». Має протикульовий та протиосколковий захист. Може перевозити одночасно до 9 осіб. Повна вага машини — 14,5 т, кліренс — 40 см. Силова установка — турбодизель потужністю 312 кінських сил. Максимальний кут підйому, що долається, — 31 градус, схилу гори — 20 градусів. Висота вертикальної стіни, яку машина може переїхати, — не менш ніж 0,4 метра. Зазначений максимальний запас ходу становить 1000 км, а максимальна швидкість по шосе — не менш ніж 100 км/год.  
За твердженням російської сторони, машину було поліпшено з урахуванням досвіду війни в Україні. Створено додатковий захист двигунового відсіку. На даху встановлено турель із 12,7-мм кулеметом «Корд» і додатковим броньованим захистом кулеметника. Передбачається, що автомобіль здатен витримати вибух до шістьох кілограмів тротилу під днищем.